# Colletotrichum musae
Colletotrichum musae är en svampart som först beskrevs av Berk. & M.A. Curtis, och fick sitt nu gällande namn av Arx 1957. Colletotrichum musae ingår i släktet Colletotrichum och familjen Glomerellaceae.   Inga underarter finns listade i Catalogue of Life.